# 市籍
市籍是秦漢時期統治者授予商人的戶籍，該戶籍制度始於先秦時期。商人如果要在城市內從事交易活動，必須向官府登記，並被編入市籍。未入市籍而在城市交易屬於違法行為，將會受到懲處。商人在取得市籍前必須先繳納一筆費用，名為市籍租。通過交易所取得的利潤也須按照一定比例上繳朝廷，名為市稅或市租。
擁有市籍的商人地位十分低下。前214年，秦始皇曾下令有市籍者前往國境戍守。漢武帝元光年間，漢武帝下令有市籍者不准佔有土地。